# Caeruleuptychia tenera
Espèce
Caeruleuptychia tenera est une espèce de papillons de la famille des Nymphalidae et de la sous-famille des Satyrinae et du genre Caeruleuptychia.

## Dénomination
Caeruleuptychia tenera a été décrit par l'entomologiste Gustav Weymer en 1911, sous le nom initial d' Euptychia divina.

### Nom vernaculaire
Caeruleuptychia tenera se nomme Tenera Satyr en anglais.

## Description
Le revers est beige foncé suffusé de bleu céruléen avec deux lignes ocre, postdiscale et discale et une ligne submarginale d'ocelles discrets aux ailes antérieure, foncés et pupillés aux ailes postérieures 

## Écologie et distribution
Caeruleuptychia tenera est présent en Bolivie et au Brésil,.

### Protection
Pas de statut de protection particulier